# Coronel Bogado
Coronel José Félix Bogado, il cui nome è spesso abbreviato in Coronel Bogado e scritto nella forma Cnel. Bogado, è una città del Paraguay, nel dipartimento di Itapúa. La località, che dista 319 km dalla capitale del paese Asunción, forma uno dei 30 distretti in cui è suddiviso il dipartimento.

## Popolazione
Al censimento del 2002 la località contava una popolazione urbana di 9 388 abitanti (17 065 nel distretto), secondo i dati della Dirección General de Estadística, Encuestas y Censos.

## Storia
Nota anticamente con il nome di Ka'i Puente, la città fu elevata al rango di distretto nel 1913. Il nome è un omaggio ad un modesto soldato paraguaiano, arruolatosi nell'esercito di José de San Martín e promosso sul campo colonnello da Simón Bolívar dopo la battaglia di Ayacucho.

## Economia
La città di Coronel Bogado ha come principale attività economica l'agricoltura; è anche conosciuta come "capitale della chipa", piatto tipico paraguaiano al quale dedica un importante festival folcloristico.

## Infrastrutture e trasporti
Coronel Bogado è situata all'intersezione tra la strada nazionale 1, principale arteria di comunicazione tra Asunción ed Encarnación, e la strada nazionale 8 che unisce la frontiera brasiliana con il sud del Paraguay.